# Campeonato Mundial Júnior de Patinação Artística no Gelo de 1985
O Campeonato Mundial Júnior de Patinação Artística no Gelo de 1985 foi a décima edição do Campeonato Mundial Júnior de Patinação Artística no Gelo, um evento anual de patinação artística no gelo organizado pela União Internacional de Patinação (em inglês:  International Skating Union) onde os patinadores artísticos competem pelo título de campeão mundial júnior. A competição foi disputada entre os dias 11 de dezembro e 16 de dezembro de 1984, na cidade de Colorado Springs, Colorado, Estados Unidos.

## Eventos
- Individual masculino
- Individual feminino
- Duplas
- Dança no gelo

## Medalhistas
| Evento                        | Ouro                                                  | Prata                                                  | Bronze                                      |
| Individual masculino detalhes | Erik Larson · Estados Unidos                          | Vladimir Petrenko · União Soviética                    | Rudy Galindo · Estados Unidos               |
| Individual feminino detalhes  | Tatiana Andreeva · União Soviética                    | Susanne Becher · Alemanha Ocidental                    | Natalia Gorbenko · União Soviética          |
| Duplas detalhes               | Ekaterina Gordeeva · Sergei Grinkov · União Soviética | Irina Mironenko · Dmitri Shkidchenko · União Soviética | Elena Gud · Evgeni Koltun · União Soviética |
| Dança no gelo detalhes        | Elena Krikanova · Evgeni Platov · União Soviética     | Svetlana Liapina · Georgi Sur · União Soviética        | Doriane Bontemps · Charles Paliard · França |

## Resultados

### Individual masculino
| Pos.              | Nome              | Nacionalidade   |
| ----------------- | ----------------- | --------------- |
| Medalha de ouro   | Erik Larson       | Estados Unidos  |
| Medalha de prata  | Vladimir Petrenko | União Soviética |
| Medalha de bronze | Rudy Galindo      | Estados Unidos  |
| 4                 | Craig Burns       | Canadá          |
| ...               |                   |                 |

### Individual feminino
| Pos.              | Nome             | Nacionalidade      |
| ----------------- | ---------------- | ------------------ |
| Medalha de ouro   | Tatiana Andreeva | União Soviética    |
| Medalha de prata  | Susanne Becher   | Alemanha Ocidental |
| Medalha de bronze | Natalia Gorbenko | União Soviética    |
| ...               |                  |                    |
| 8                 | Rosmarie Sakic   | Canadá             |
| ...               |                  |                    |

### Duplas
| Pos.              | Nome                                  | Nacionalidade   |
| ----------------- | ------------------------------------- | --------------- |
| Medalha de ouro   | Ekaterina Gordeeva / Sergei Grinkov   | União Soviética |
| Medalha de prata  | Irina Mironenko / Dmitri Shkidchenko  | União Soviética |
| Medalha de bronze | Elena Gud / Evgeni Koltun             | União Soviética |
| 4                 |                                       |                 |
| 5                 | Penny Schultz / Scott Grover          | Canadá          |
| 6                 | Isabelle Brasseur / Pascal Courchesne | Canadá          |
| ...               |                                       |                 |

### Dança no gelo
| Pos.              | Nome                                     | Nacionalidade   |
| ----------------- | ---------------------------------------- | --------------- |
| Medalha de ouro   | Elena Krikanova / Evgeni Platov          | União Soviética |
| Medalha de prata  | Svetlana Liapina / Gorsha Sur            | União Soviética |
| Medalha de bronze | Doriane Bontemps / Charles-Henri Paliard | França          |
| ...               |                                          |                 |
| 7                 | Melanie Cole / Donald Godfrey            | Canadá          |
| 8                 |                                          |                 |
| 9                 | Catherine Pal / Kelly Marshall           | Canadá          |
| ...               |                                          |                 |

## Quadro de medalhas
| Ordem | País               | Medalha de ouro | Medalha de prata | Medalha de bronze |    | Ordem por total |
| ----- | ------------------ | --------------- | ---------------- | ----------------- | -- | --------------- |
| 1     | União Soviética    | 3               | 3                | 2                 | 8  | 1               |
| 2     | Estados Unidos     | 1               |                  | 1                 | 2  | 2               |
| 3     | Alemanha Ocidental |                 | 1                |                   | 1  | 3               |
| 4     | França             |                 |                  | 1                 | 1  | 3               |
| TOTAL | TOTAL              | 4               | 4                | 4                 | 12 | —               |